# Das Experiment des Dr. Delaware
Das Experiment des Dr. Delaware ist ein wissenschaftlich-phantastischer Roman des deutschen Schriftstellers und Parapsychologen Rudolf Schwarz (1904–1963), der unter dessen Pseudonym Ralph Black 1950 von dem Stuttgarter Karl-Mayer-Verlag veröffentlicht wurde.

## Handlung
Dr. Arno Delaware ist Assistent des Chefarztes Professor Glaser am kleinen Krankenhaus der Stadt Burgheim. In der Sprechstunde unterstützt werden sie durch Schwester Edith Rieger, die heimlich in Dr. Delaware verliebt ist. Alle sind aufgrund von Personal- und Raummangel stark überarbeitet. Als sich nach Ende der Sprechstunde noch ein Vertreter, ein gewisser Eberhard Koch, Kaufmann melden lässt, wird dieser nicht mehr vorgelassen, jedoch schiebt sich Dr. Delaware dessen Karte in die Tasche.
Die große Leidenschaft des Dr. Delaware ist die Hirnforschung, wobei er sich auf die Aufgabe und Funktionsweise der Zirbeldrüse, der Epiphyse, konzentriert. Er hält diese für den Sitz eines vorwärtsgewandten Gedächtnisses, also einer Zukunftssicht, die seiner Ansicht nach in grauer Vorzeit dem Menschen zur Verfügung stand. Tierexperimentell hat er schon mehrfach Operationen durchgeführt, bei denen die Zirbeldrüse an Stelle der Hirnregionen angeschlossen wurde, die sonst als Sitz des Gedächtnisses gelten. Die beobachteten Verhaltensänderungen der Versuchstiere scheinen seine Theorie zu bestätigen. Nach seiner Ansicht würde ein gleichartig operierter Mensch jegliche Erinnerung an die Vergangenheit verlieren, jedoch einen vollständigen Blick auf die Zukunft gewinnen. Die Überprüfung seiner Theorien durch eine Operation am Menschen ist sein großes Ziel.
Kurz darauf wird ein anderer junger Arzt, Dr. Oskar Klaiber, nach einem Autounfall mit einem Beinbruch in das Krankenhaus Burgheim eingeliefert. Dr. Klaiber ist Nervenarzt und als solcher an den Hirnforschungen interessiert, gleichzeitig ist er für die erfolgreiche Behandlung dankbar. Er arbeitet als Assistent seines Vaters, der ein großes Nervensanatorium in einer Stadt an der Donau leitet und möchte Dr. Delaware bei seinen Studien gerne helfen. Ein glücklicher Zufall will es, dass im Sanatorium ein Patient behandelt wird, bei dem das Gedächtnis durch eine notwendige Operation schon zerstört ist. Statt jedoch die sich bietende Gelegenheit zu nutzen, entscheidet sich Dr. Delaware aus ethischen Gründen, den Eingriff an sich selbst vornehmen zu lassen. Vor seiner Abreise kommt es noch zu einer Aussprache mit Schwester Edith, in der sich beide ihre Liebe gestehen und sich heimlich verloben.
Einige Tage später bespricht Dr. Delaware die Operation und ihre möglichen Auswirkungen mit seinem Freund, der ihn zunächst davon abzubringen versucht. Schließlich willigt er jedoch ein, nachdem man sich darauf geeinigt hat, den Eingriff in sechs Monaten, notfalls auch gegen den Willen des Patienten, wieder rückgängig zu machen. Am nächsten Tag erfolgt die Operation in aller Heimlichkeit, wonach der Patient einige Tage im Dämmerzustand verbleibt. Langsam kommt er wieder zu Kräften, kann sich jedoch an das Vergangene einschließlich der Operation oder der Freundschaft zu Dr. Klaiber nicht mehr erinnern. Dagegen beginnt er schon nach kurzer Zeit, Zukünftiges sicher vorherzusagen. Unsicher über das weitere Vorgehen beschließt Dr. Klaiber, mit seinem Patienten Professor Glaser in Burgheim aufzusuchen und um Rat zu bitten. Unterwegs kommt es jedoch zu einem Autounfall, den Dr. Delaware vorhersieht: Er wirft sich aus dem fahrenden Wagen, bevor dieser von einem Bergrutsch in die Tiefe gerissen wird. Nur leicht verletzt macht er sich zu Fuß in die nahe Stadt auf.
Wenig später betritt ein junger Mann mit ramponierter Garderobe ein Lotteriegeschäft am Markt von Burgheim. Zielsicher lässt er sich zwei Lose geben, auf die Frage nach seinem Namen zieht er nach kurzer Ratlosigkeit eine abgegriffene Karte mit der Aufschrift Eberhard Koch, Kaufmann aus der Tasche. Herr Koch nimmt sich ein Zimmer im Hotel Krone, beide Lose erweisen sich bald darauf als Gewinn über insgesamt siebzigtausend Mark. In der folgenden Zeit gibt Herr Koch noch mehrfach Proben seiner Fähigkeiten, so verhindert er mehrere Verkehrsunfälle und sagt sogar ein Zugunglück korrekt vorher, was jedoch durch den Unglauben der Verantwortlichen dennoch eintritt. Auffällig ist sein stetiger Gebrauch eines Notizbuches, in dem er selbst Kleinigkeiten festhält. Durch den Geschäftsführer seines Hotels wird er beim Donnerstag-Abend-Stammtisch einiger führender Bürger eingeführt. Hierzu gehören der Bankdirektor Bartenhauer, der Maschinenfabrikant Kettler, der Arzt Dr. Waidner, der Kaufmann Altbüßer und der Schriftleiter Pfaidler von der „Burgheimer Zeitung“. Dieser wird zuerst beeindruckt, als Herr Koch vor der Stammtischrunde nicht nur das korrekte Ende eines in der Zeitung erscheinenden Fortsetzungsromans angeben, sondern auch Herrn Pfaidler selbst als dessen bislang geheimgehaltenen Autor identifizieren kann. Noch am gleichen Abend wird Dr. Waidner die optimale Weiterentwicklung einer von diesem ersonnenen Therapie eröffnet, dem Kaufmann Altbüßer die Entwicklung des Geschirrmarktes vorhergesagt und dem Fabrikanten Kettler der Weg zur Wiederbeschaffung einer verlorenen Kiste gewiesen. Alle Vorhersagen treffen in der Folge ein.
Schwester Edith ist inzwischen vollkommen verzweifelt, es fehlt nicht nur jede Nachricht von ihrem Verlobten, auch ihre an Dr. Klaiber gerichteten Briefe blieben unbeantwortet. Plötzlich steht sie auf der Straße einem Mann gegenüber, den sie zunächst für Dr. Delaware hält. Dieser geht jedoch ohne ein Zeichen des Erkennens vorüber, weshalb sie an einen Irrtum glaubt. Im Krankenhaus betreut sie den jungen Zirkusartisten Jan Baré, der nach einem Unfall mit seiner Schwester Lona in der Stadt verweilen muss und wohl nie wieder in seinem Beruf arbeiten können wird. Jan ist sehr in Schwester Edith verliebt und zeigt dies stetig durch Geschenke und Komplimente. Diese weist wegen ihrer Gefühle für Dr. Delaware jedoch alle Avancen zurück.
Bei einem folgenden Donnerstags-Stammtisch werden in dessen Abwesenheit die neuesten Leistungen des Herrn Koch besprochen. Bei Bankdirektor Bartenhauer hat er durch eine Spekulation mit Industrieaktien viel Geld verdient. Für Schriftleiter Pfaidler, der mit seinem neuen Roman nicht recht weiterkam, hat er in wenigen Stunden die komplette zweite Hälfte des Buches diktiert, auch genau so, wie dieser es selbst geschrieben hätte! Dr. Waidner hat inzwischen die empfohlenen Veränderungen seiner Therapie erprobt und für optimal befunden. Für Fabrikant Kettler, der durch die Empfehlung von Herrn Koch schon seine verlorene Kiste wiedererlangt hat, hat dieser ein Konstruktionsproblem an einem neuen Flugmotor gelöst. Einzig der Kaufmann Altbüßer hat nicht profitiert, da er sich mehr auf seine eigene Erfahrung als auf die Vorschläge des Herrn Koch verlassen hat, doch hat auch er von diesem nun eine hohe Meinung.
Herr Koch beschließt nun, ein Haus zu kaufen und nimmt Jan und Lona in seine Dienste. Zu aller Überraschung ist das angeblich unverkäufliche Haus auch genau zum angegebenen Termin doch zu verkaufen, wird nach Plan renoviert und neu ausgestattet. Zeitgleich beginnt unter den Schwestern im Krankenhaus das Gerücht zu kursieren, Dr. Delaware lebe mit einer fremden Frau im Hotel. Entschlossen, ihn zur Rede zu stellen, begibt sich Schwester Edith in die Hotelbar, wo sie zunächst an den verliebten Jan gerät. Wenig später erscheint in Begleitung von Lona auch Herr Koch, der sie aber nicht zu erkennen scheint. Durch ein ihr vertraut wirkendes Armband sowie einige Eigenheiten ist Edith jedoch mehr und mehr überzeugt, ihren Arno vor sich zu haben. Da dieser sie jedoch vollkommen ignoriert, lässt sie sich nun von Jan ausführen. Bei einer Fahrt ins Landestheater kann Herr Koch wieder einmal einen Unfall verhindern, als er sein Auto rechtzeitig vor der Explosion eines Tankwagens abbremst. Während der Vorstellung wird jedoch auch eine negative Seite der Zukunftssicht offenbar, denn Herr Koch kann über keinen der ihm ja schon bekannten Scherze lachen, auch Bücher und Zeitschriften langweilen ihn nur. Auf der ersten Abendgesellschaft, die er in seiner neuen Villa am Berg gibt, glaubt auch Professor Glaser, in ihm seinen ehemaligen Assistenten zu erkennen.

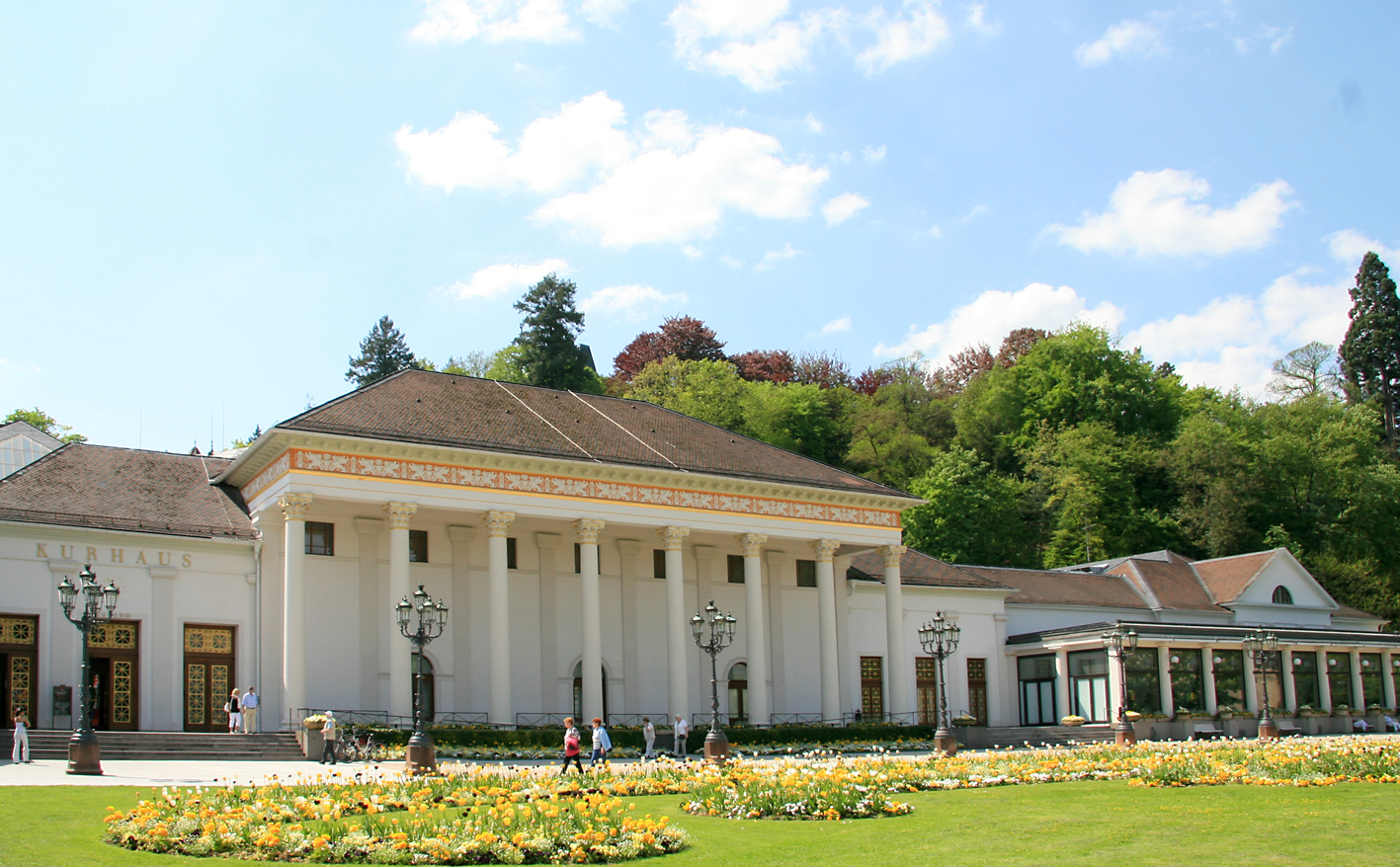
Kurhaus Baden-Baden. Das Casino befindet sich im rechten Flügel.

Nicht mehr ganz so glücklich ist die Gesellschaft mit Herrn Koch, als er als Gast eines Empfanges den Anwesenden dort allerlei Unglücke und Krankheiten prophezeit. Einen Gast, Herrn Studienassessor Jeremias Kauderer, warnt er sogar vor dessen baldigem Suizid. Kurz darauf wendet sich Schriftleiter Pfaidler jedoch an ihn mit der Bitte um eine Spende für den Bau eines neuen Krankenhauses. Statt jedoch die Sammlung nur als erster Spender zu eröffnen, sichert Herr Koch ihm die gesamte benötigte Summe von einer halben Million Mark binnen vier Wochen zu. Lona entwickelt sich mehr und mehr zur Stütze ihres Arbeitgebers, dem sie nicht nur den Haushalt führt, sondern im Alltag auch teilweise das fehlende Gedächtnis ersetzt. Wenige Tage später fährt dieser plötzlich mit Jan und Lona mit dem Auto nach Baden-Baden, wo er in der Spielbank binnen kurzer Zeit sechshunderttausend Mark gewinnt. Hiermit ist die zugesagte Spende zum Krankenhausbau gesichert, was dem Ansehen des Herrn Koch einen weiteren Auftrieb verleiht. Besonders glänzend wird daher dessen nächste Abendgesellschaft in der Villa gefeiert. Der Hausherr, stets von Frauen umschwärmt, küsst auch mehrfach Elvira Braun, die Freundin des Assessors Kauderer.
Am Morgen nach dem Fest wird ein Toter im Arbeitszimmer gefunden, nach den Papieren Herr Eberhard Koch. Jan Baré dagegen ist unauffindbar, auch findet man in seinem Zimmer Pistolenmunition des Kalibers der Tatwaffe. Die Kriminalpolizei, namentlich Kriminalkommissar Sichtig und sein Assistent Ruoff, nehmen die Ermittlungen auf. Auch den Studienassessor Kauderer findet man in seiner Wohnung tot auf, erschossen offensichtlich von eigener Hand. Offiziell lebt nun Lona allein in der Villa, doch für die Polizei mehren sich die Anzeichen auf einen weiteren Bewohner. Trotz stetiger Bewachung und mehrerer überraschender Durchsuchungen finden sie zwar Spuren von dessen Anwesenheit, können ihn jedoch nicht stellen. Schließlich gelingt es der Polizei, Jan festzunehmen. Dieser bestreitet jedoch den Mord und will auch nicht der heimliche Bewohner der Villa gewesen sein. Er gibt allerdings an, der Besitzer der bislang fehlenden Tatwaffe zu sein, den Mord bemerkt und den Mörder erfolglos verfolgt zu haben.
Weit entfernt, in Kakonda in Portugiesisch-Angola trifft ein deutscher Arzt auf einem Fest einen alten Schulfreund, den Ingenieur Hans Becker von dem deutschen Vermessungsschiff Meteor. Der Arzt dagegen ist niemand anders als Dr. Oskar Klaiber, der den Autounfall ebenfalls überlebt hat, jedoch Dr. Delaware für tot hält, durch seine Schuld. Nach Afrika ist er gegangen, wohl als Buße und auch weil er weitere Ermittlungen fürchtete, die seinen Vater als Leiter des Sanatoriums belastet hätten. Sein Freund berichtet ihm nun allerdings aus dem Stadtgespräch von Burgheim von dem Aufsehen um Herrn Koch, der Mord ist jedoch auch ihm noch unbekannt. Klaiber stellt sofort eine Verbindung zu dem verschollenen Dr. Delaware her und macht sich unverzüglich auf den Rückweg nach Deutschland.
Derweil vermag sich Kriminalassistent Ruoff nicht recht mit dem Ermittlungsergebnis zufriedenzugeben, auch wenn Jan nun als Mordverdächtiger auf seinen Prozess wartet und alle Indizien gegen ihn sprechen. Von seinem Fenster aus beobachtet er häufig die Villa, irritiert über die großzügige Beleuchtung. Als er eines Nachts ins Haus eindringt, findet er ein leeres aber noch warmes Bett vor und legt sich in dem Raum auf die Lauer. Zu beider Überraschung gerät er dort mit Dr. Klaiber aneinander, der eigentlich seinen Freund Dr. Delaware für eine erneute Operation überwältigen wollte. Als die Polizei ihm den Pass des Ermordeten vorlegt, erkennt er Delaware auf dem Foto nicht. Auch die Beamten kommen nun erstmals auf den Gedanken, der Tote könne nicht mit dem Hausbesitzer identisch sein. Zusammen mit der Erzählung von Dr. Klaiber entsteht die Theorie, Herr Koch, also eigentlich Dr. Delaware, halte sich weiterhin in der Villa versteckt. Gleichzeitig scheint die Jagd auf einen Menschen mit Zukunftssicht wenig erfolgversprechend zu sein, da dieser ja jede Falle vorhersehen würde. Als man nun dem Leben des wahren Eberhard Koch, eines Versicherungsvertreters folgt, stellt man fest, dass dieser den Besitzer der Villa wohl wegen des falschen Namens zu erpressen gedachte. Nun kommt der Zufall den Ermittlungen zu Hilfe, als sich Kriminalassistent Ruoff eine neue Unterkunft suchen muss, erhält er ausgerechnet das Zimmer des erschossenen Studienassessors Kauderer. Unter dessen Habe entdeckt er einen Abschiedsbrief, der bei der ersten Untersuchung wohl übersehen worden war.
Dr. Klaiber geht derweil wieder seiner gewohnten Arbeit im Sanatorium seines Vaters nach, als sich ein Patient durch eine hereingereichte Karte melden lässt: Eberhard Koch, Kaufmann. Es ist tatsächlich Dr. Delaware, der an das Vergangene jedoch keine Erinnerung hat. Dagegen sieht er die vor ihm liegende Operation einschließlich aller Details und Probleme voraus, weiter reicht seine Zukunftssicht jedoch nicht mehr. Der wiederum heimlich durchgeführte Eingriff gelingt nur durch die von Herrn Koch vorhergesehenen Maßnahmen, Tage später öffnet der Patient schließlich wieder die Augen und erkennt seinen Freund Dr. Klaiber wieder. Sein neu gewonnenes Gedächtnis umfasst jedoch nur die Zeit vor der ersten Operation, seine ganze Zeit als Herr Koch ist für ihn verloren.
In Burgheim haben die Dinge inzwischen durch die Entdeckung des Briefes eine neue Entwicklung genommen. Hierin schrieb Kauderer, er wolle sich umbringen, jedoch zuvor wegen dessen Flirts mit Elvira auch Herrn Koch erschießen. Auf der Abendgesellschaft habe er auf der Suche nach Schreibzeug in Jans Zimmer die Pistole gefunden, auch diese wird nun in seiner ehemaligen Wohnung entdeckt. Kauderer erschoss die Person am Schreibtisch des Arbeitszimmers von hinten. Durch einen Zufall war dies jedoch der wahre Herrn Koch, der sich zwecks seiner Erpressung des Hausherrn im Laufe der Abendgesellschaft in die Villa eingeschlichen hatte. Während diese Angelegenheit gerade mit allen Beteiligten bei der Polizei besprochen wird, kommen Dr. Klaiber und der genesene Dr. Delaware hinzu. Glücklich ist dessen Wiedersehen mit Edith, die immer noch als Schwester am Krankenhaus arbeitet. Nun werden Pläne gemacht, nach Rechtsauskunft steht Dr. Delaware die komplette Hinterlassenschaft seines Alter Ego, Herrn Koch, zu. Für die Öffentlichkeit gibt er diesen jedoch als seinen verstorbenen Halbbruder aus, was selbst die Mitglieder der Donnerstags-Stammtisches akzeptieren. Bei einem Gespräch im Kaminzimmer des Hotels sprechen sich Klaiber und Delaware schließlich über die Konsequenzen des Experimentes aus und erkennen nur die Saat von Chaos und Zerstörung darin. Entschlossen, den Versuch für immer geheim zu halten, verbrennen sie Dr. Delawares Versuchsunterlagen im Kamin.
Monate später ist aus der Villa eine Heilanstalt unter der Leitung von Dr. Delaware geworden, die er mit seiner Frau Edith betreibt. Ruoff hat man nach dem Ermittlungserfolg auch zum Kriminalkommissar befördert. Das Buch klingt mit einem Treffen aller Beteiligten in einem Restaurant aus, welches Jan und Lona dank der Unterstützung durch Dr. Delaware eröffnen konnten und in dem sie auch wieder auftreten.

## Orte und Zeit

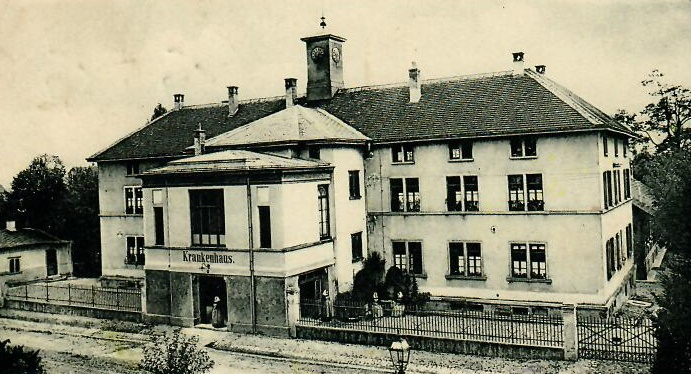
Das Alte Krankenhaus in Esslingen, vermutlich Vorbild für das Krankenhaus Burgheim

Der zentrale Handlungsort Burgheim ist offensichtlich fiktiv und nicht mit Burgheim in Oberbayern identisch. Vielmehr ist es nach der Wegbeschreibung einer Autofahrt im Roman wohl südöstlich von Stuttgart zu verorten. Vorbild dürfte Esslingen am Neckar gewesen sein, Wohnort des Autors in dessen Jugend, wobei die Parallelen bis zur Benennung einzelner Geländepunkte wie Holgenburg, Landolinsteige oder dem Eisberg reichen. Eine weitere Gemeinsamkeit ist das örtliche Krankenhaus, das analog zur Romanhandlung in den Jahren 1926 bis 1930 durch den Neubau des Klinikums Esslingen ersetzt wurde. Als Inspiration für die Namensgebung bietet sich das nahegelegene Städtchen Berkheim an, welches schließlich 1974 nach Esslingen eingemeindet wurde.
Zwei wesentliche Handlungsabschnitte finden in einem Nervensanatorium in einer nicht namentlich erwähnten Stadt an der Donau statt. Lediglich ein Tagesausflug wird in Baden-Baden und im dortigen Spielkasino verbracht, wobei der Fahrtverlauf genau beschrieben wird. Eine kurze Nebenhandlung spielt schließlich in der damaligen Kolonie Portugiesisch-Angola.
Eine eindeutige Zeitangabe fehlt. Ein im Roman erwähntes Buch erschien 1920. Das Vermessungsschiff Meteor wurde 1924 für die Reichsmarine in Dienst gestellt. Es gibt noch einige Hinweise, so wird beispielsweise in Reichsmark gezahlt und eine Autobahn befahren. Internationale Konflikte oder gar Kriegsgefahr werden nicht erwähnt. Auch die Hyperinflation der 1920er Jahre wird trotz der geschilderten Geldgeschäfte nicht thematisiert. All dies weist allgemein auf die Zeit von der Mitte der 1920er Jahre bis zum Zweiten Weltkrieg, am ehesten jedoch auf die frühen 1930er Jahre hin.

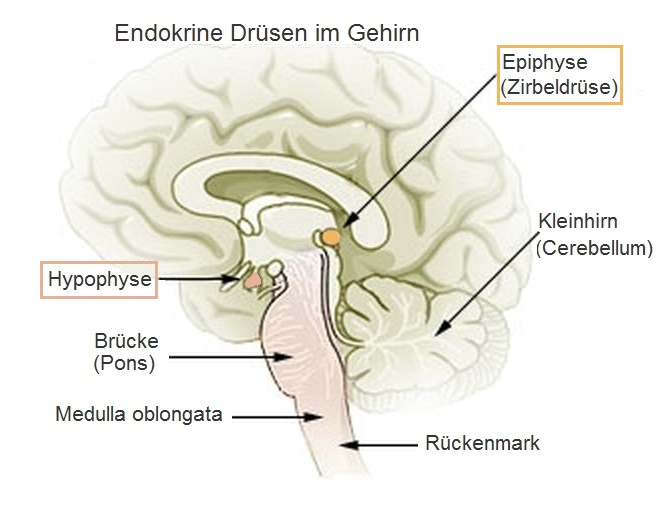
Die Lage der Zirbeldrüse (Epiphyse) im Gehirn

## Wissenschaftlicher Hintergrund
Der Roman entbehrt aus medizinischer und physiologischer Sicht jeglicher Grundlage und ignoriert Fakten, die sowohl im Zeitrahmen der Handlung als auch zum Zeitpunkt der Veröffentlichung schon weitgehend bekannt waren. So beschrieb beispielsweise im Jahre 1936 ein Konversationslexikon die Zirbeldrüse schon beinahe zutreffend als „Drüse mit innerer Sekretion unterhalb des hinteren Teils des Hirnbalkens; Funktion unbekannt, vermutlich das Wachstum fördernd.“ Seit der Entdeckung des von der Zirbeldrüse produzierten Hormons Melatonin im Jahre 1958 kann auch ihre Funktion als weitgehend geklärt betrachtet werden. Unabhängig davon sind die beschriebenen neurochirurgischen Operationsverfahren, wie z. B. die willkürliche Veränderung der neuronalen Verschaltung einzelner Hirnanteile, auch mit der Operationstechnik zu Beginn des 21. Jahrhunderts nicht einmal ansatzweise realisierbar.

## Erzählstil
Das Buch ist aus der Sicht eines auktorialen Erzählers geschrieben. Es wird weitgehend chronologisch und in der Gegenwartsform erzählt.
Sein erzählerisches Potenzial bezieht der Roman weitgehend aus der paradoxen Situation seines Protagonisten, dem zwar die eigene wie fremde Zukunft bis ins kleinste Detail bekannt sind, für den jedoch jegliche nahe wie ferne Vergangenheit bis hinab zum eigenen Namen verschlossen bleibt.

## Veröffentlichung
- 1950: „Das Experiment des Dr. Delaware“, Karl-Mayer-Verlag, Stuttgart
  - Hardcover, 288 S., Ganzleineneinband mit Goldprägung und Schutzumschlag, Druck: Scharr, Wörner & Mayer, Stuttgart

Die Ausgabe im Karl-Mayer-Verlag erschien als zweite einer geplanten Serie von fünf Romanen von Ralph Black, wovon jedoch nur drei veröffentlicht wurden.